# Alexandru (film)
Alexander este un film epic istoric de dramă din 2004, bazat pe viața lui Alexandru cel Mare. El a fost regizat de Oliver Stone, cu Colin Farrell în rolul principal. Filmul este o scenarizare după cartea Alexander the Great, scrisă în anii 1970 de istoricul de la Universitatea Oxford, Robin Lane Fox.
Filmul a primit în general recenzii negative și lansarea sa a fost un eșec în Statele Unite, unde a adunat doar 34 de milioane $ încasări, în timp ce producția sa a costat 155 de milioane $. Totuși, pe plan internațional a fost primit mai bine, încasând un total de 132 milioane de $ și recuperându-și pierderile.

## Distribuție
- Colin Farrell în rolul lui Alexandru
  - Jessie Kamm în rolul lui fiului lui Alexandru
  - Connor Paolo în rolul lui Alexandru tânăr
- Angelina Jolie în rolul lui Queen Olympias
- Val Kilmer în rolul lui Regelui al II-lea
- Anthony Hopkins în rolul lui Ptolemeu bătrân
  - Elliot Cowan în rolul lui Ptolemeu
  - Robert Earley în rolul lui Ptolemeu tânăr
- Jared Leto în rolul lui Hefaistion
  - Patrick Carroll în rolul lui Hefaistion tânăr
- Rosario Dawson în rolul lui Roxana
- Christopher Plummer în rolul lui Aristotel
- David Bedella în rolul scribului
- Fiona O'Shaughnessy as nurse
- Brian Blessed as wrestling trainer
- Gary Stretch în rolul lui Cleitus
- John Kavanagh în rolul lui Parmenion
- Nick Dunning în rolul lui Attalus
- Marie Meyer în rolul lui Eurydice
- Mick Lally ca vânzător de cai
- Joseph Morgan în rolul lui Philotas
- Ian Beattie as Antigonus
- Jonathan Rhys Meyers în rolul lui Cassander
  - Morgan Christopher Ferris as young Cassander
- Denis Conway as Nearchus
  - Peter Williamson as young Nearchus
- Neil Jackson în rolul lui Perdiccas
  - Aleczander Gordon as young Perdiccas
- Garrett Lombard as Leonnatus
- Chris Aberdein în rolul lui Polyperchon
- Rory McCann în rolul lui Craterus
- Tim Pigott-Smith as omen reader
- Raz Degan în rolul lui Darius
- Erol Sander as Persian prince
- Stéphane Ferrara as Bessus, Bactrian commander
- Tadhg Murphy as dying soldier
- Francisco Bosch în rolul lui Bagoas
- Annelise Hesme în rolul lui Stateira
- Toby Kebbell în rolul lui Pausanias of Orestis
- Laird Macintosh as Greek officer
- Féodor Atkine în rolul lui Roxane's father
- Bin Bunluerit as Indian king
- Jaran Ngramdee as Indian prince
- Brian McGrath în rolul doctorului
- Oliver Stone (necredited) în rolul soldatului macedonian la Statuia lui Zeus